# Diamantmuseum (Brugge)

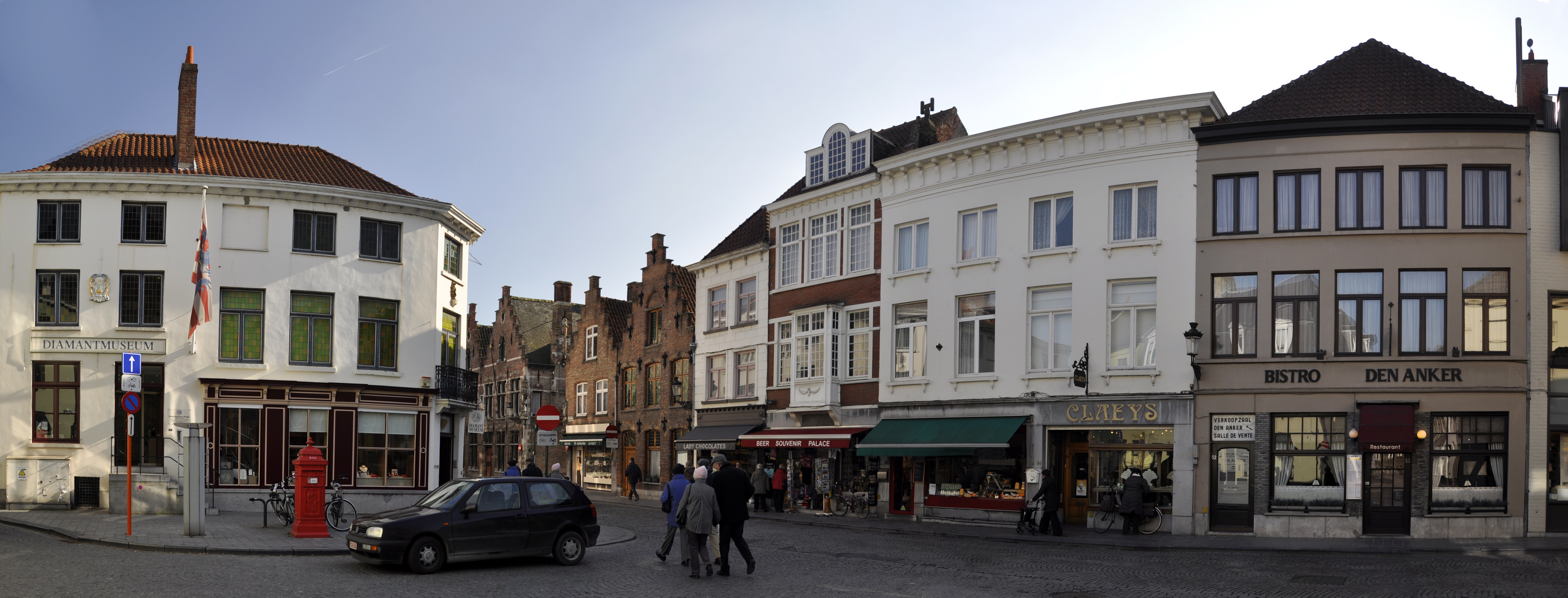
Het Ankerplein met links het Diamantmuseum

In het Diamantmuseum van Brugge, gelegen aan het Ankerplein, wordt de geschiedenis van Brugge als oudste diamantcentrum van Europa getoond. Lodewijk van Berken, een Bruggeling, slaagde erin zeer precies en symmetrisch de facetten op een diamant te slijpen, waardoor hij rond 1476 als eerste de peervormige "pear-cut" ("pendeloque-" of "briolette-")diamant uitvond, die de schittering van de diamanten sterk deed uitkomen. De bezoeker krijgt er informatie over de wereld van de diamant, een van de belangrijkste exportproducten van België.

## Handel
Vanaf de 14e eeuw was Brugge de belangrijkste stad in de handel en verwerking van diamant binnen de Nederlanden. Brugge was reeds een belangrijke handelsstad en de aanwezigheid van de Bourgondische vorsten was daar niet vreemd aan. Toen Antwerpen begin 16e eeuw aan belang won, verplaatste de diamantsector zich eveneens in die richting. Ingewijden zijn zelfs van mening dat de sector in Antwerpen in feite een Brugse erfenis is.

## Slijperij
Los daarvan kwam de diamantslijperij in 1909 opnieuw tot leven. Het eerste bedrijf werd er opgericht door Alfons Thys, die tot 150 mensen in dienst had. Omwille van allerlei redenen begonnen enkele van zijn werknemers een eigen slijperij, zodat Brugge er op een bepaald moment 15 in totaal kende. De laatste vestiging sloot de deuren in 1970. De teloorgang kwam door de verschuiving van de sector naar de Kempen en vooral naar het buitenland, waar de loonlasten lager waren. De lagere lonen waren trouwens de reden waarom Alfons Thys destijds naar Brugge was gekomen.